# Catorce (municipi)
Catorce és un municipi de l'estat de San Luis Potosí. Real de Catorce és el cap de municipi i principal centre de població d'aquesta municipalitat. Aquest municipi és a la part sud de l'estat de San Luis Potosí. Limita al nord amb els municipis de Matehuala, al sud amb Santo Domingo, a l'oest amb Riva Palacio i a l'est amb Cedral.